# Hans Stumbauer
Hans Stumbauer (* 1911 in Rainbach im Mühlkreis; † 2003) war ein österreichischer Kunsterzieher, Maler und Graphiker.

## Leben und Wirken
Hans Stumbauer war Zeichenlehrer an der Eisenhandschule in Linz, der die Kinder auch abstrakte Objekte malen ließ, was zu Protesten der Eltern führte. Er ist Autor bzw. Mitautor von zwei schulpädagogischen Büchern im Zusammenhang mit dem Zeichenunterricht.
Mitte der 1950er-Jahre war er an der Spitze einer kleinen Freistädter Künstlergruppe Gründungsmitglied der Mühlviertler Künstlergilde und schrieb in der Erstausgabe der 1961 von dieser herausgegebenen Mühlviertler Heimatblätter ein programmatisches Vorwort mit der Überschrift: Ziele und Aufgaben der Mühlviertler Künstlergilde.
Ebenfalls Mitte der 1950er-Jahre war er Vorsitzender der Gründungsversammlung des Bundes Österreichischer Kunst- und Werkerzieher in Graz (10. Mai 1956) und erster geschäftsführender Obmann der Vereinigung sowie Verfasser von Artikeln in der Verbandszeitschrift. Er prägte durch sein Engagement an der Spitze des Verbandes und bei der Herausgabe der Verbandszeitschrift viele Jahre die Ausbildung der Kunst- und Werkerzieher.
Er unterrichtete am Bundes-Realgymnasium für Mädchen und der Bundes-Frauenoberschule in Linz.

## Ausstellungen
- 1989 Meilenstein – Etappen – Überblick über das Lebenswerk von Hans Stumbauer in der Galerie der Mühlviertler Künstlergilde im Landeskulturzentrum Ursulinenhof.
- 1993 Malerei und Plastiken, Gemeinschaftsausstellung von Hans Stumbauer und Maximilian Stockenhuber in der Galerie der Mühlviertler Künstlergilde im Landeskulturzentrum Ursulinenhof.

## Auszeichnungen
Er war ab 1982 Ehrenpräsident und ab 1995 Träger der Ehrennadel der Mühlviertler Künstlergilde.